# Aleksandr Soechoroekov
Aleksandr Nikolajevitsj Soechoroekov (Russisch: Александр Николаевич Сухоруков) (Oechta, (Komi), 22 februari 1988) is een Russische zwemmer. Soechoroekov vertegenwoordigde zijn vaderland op de Olympische Zomerspelen 2008 in Peking en op de Olympische Zomerspelen 2012 in Londen. De Rus is medehouder van het Europees record op de 4x200 meter vrije slag.

## Carrière
Soechoroekov maakte zijn internationale debuut op de Europese kampioenschappen kortebaanzwemmen 2007 in Debrecen. Op de 100 meter vrije slag strandde hij in de halve finales, op de 50 en 200 meter vrije slag in de series. Met zijn ploeggenoten Sergej Fesikov, Andrej Gretsjin en Jevgeni Lagoenov bereikte hij de vierde plaats op de 4x50 meter vrije slag.
Op de Europese kampioenschappen zwemmen 2008 in Eindhoven eindigde de Rus als vierde op de 200 meter vrije slag, op de 4x200 meter vrije slag veroverde hij samen met Nikita Lobintsev, Jevgeni Lagoenov en Joeri Priloekov de zilveren medaille. Enkele weken later nam Soechoroekov deel aan de wereldkampioenschappen kortebaanzwemmen 2008 in Manchester waar hij als vierde eindigde op de 200 meter vrije slag. Op de 4x200 meter vrije slag bereikte hij samen met Nikita Lobintsev, Jevgeni Lagoenov en Michail Politsjoek de vijfde plaats. Op de slotdag veroverde hij samen met Stanislav Donets, Sergej Gejbel en Jevgeni Korotysjkin de wereldtitel op de 4x100 meter wisselslag, het viertal verbeterde het wereldrecord maar bleef de Verenigde Staten slechts 0,09 seconde voor. Tijdens de Olympische Zomerspelen van 2008 in Peking strandde Soechoroekov in de series van de 200 meter vrije slag. Op de 4x200 meter vrije slag sleepte de Rus samen met Nikita Lobintsev, Jevgeni Lagoenov en Danila Izotov de zilveren medaille in de wacht, het kwartet verbeterde tevens het Europees record. Op de Europese kampioenschappen kortebaanzwemmen 2008 in Rijeka eindigde hij als vijfde op de 200 meter vrije slag, op de 100 meter vrije slag strandde hij in de series. Op de 4x50 meter wisselslag eindigde hij samen met Jevgeni Lagoenov, Andrej Gretsjin en Sergej Fesikov op de vierde plaats.
Tijdens de wereldkampioenschappen zwemmen 2009 in Rome legde Soechoroekov samen met Jevgeni Lagoenov, Andrej Gretsjin en Danila Izotov beslag op de zilveren medaille op de 4x100 meter vrije slag, op de 4x200 meter vrije slag veroverde hij samen met Nikita Lobintsev, Michail Politsjoek en Danila Izotov de zilveren medaille. In Istanboel nam de Rus deel aan de Europese kampioenschappen kortebaanzwemmen 2009, op dit toernooi werd hij uitgeschakeld in de series van de 200 meter vrije slag.
Op de Europese kampioenschappen zwemmen 2010 in Boedapest strandde Soechoroekov in de series van de 200 meter vrije slag, samen met Nikita Lobintsev, Danila Izotov en Sergej Peroenin sleepte hij de Europese titel in de wacht op de 4x200 meter vrije slag. Op de 4x100 meter vrije slag zwom hij samen met Sergej Fesikov, Nikita Lobintsev en Jevgeni Lagoenov in de series, in de finale legden Lobintsev en Lagoenov samen met Andrej Gretsjin en Danila Izotov beslag op de Europese titel. Voor zijn aandeel in de series werd Soechoroekov beloond met de gouden medaille. Tijdens de wereldkampioenschappen kortebaanzwemmen 2010 in Dubai veroverde de Rus samen met Nikita Lobintsev, Danila Izotov en Jevgeni Lagoenov de wereldtitel op de 4x200 meter vrije slag. Samen met Jevgeni Lagoenov, Nikita Konovalov en Sergej Fesikov zwom hij in de series van de 4x100 meter vrije slag, in de finale sleepten Lagoenov en Fesikov samen met Nikita Lobintsev en Danila Izotov de zilveren medaille in de wacht. Voor zijn inspanningen in de series ontving de Rus eveneens de zilveren medaille.
In Shanghai nam Soechoroekov deel aan de wereldkampioenschappen zwemmen 2011, op dit toernooi werd hij samen met Danila Izotov, Jevgeni Lagoenov en Artem Loboezov uitgeschakeld in de series van de 4x200 meter vrije slag. Op de Europese kampioenschappen kortebaanzwemmen 2011 in Szczecin eindigde de Rus als zesde op de 200 meter vrije slag, daarnaast strandde hij in de series van zowel de 50 als de 100 meter vrije slag. Op de 4x50 meter vrije slag zwom hij samen met Andrej Gretsjin, Nikita Konovalov en Sergej Fesikov in de series, in de finale legden Fesikov, Gretsjin en Konovalov samen met Jevgeni Lagoenov beslag op de zilveren medaille. Voor zijn aandeel in de series werd hij beloond met de zilveren medaille.
Tijdens de Olympische Zomerspelen van 2012 werd Soechoroekov samen met Artem Loboezov, Jevgeni Lagoenov en Michail Politsjoek uitgeschakeld in de series van de 4x200 meter vrije slag.

## Internationale toernooien
| Jaar | Olympische Spelen                       | WK langebaan                          | WK kortebaan                                                                         | EK langebaan                                                                                    | EK kortebaan |
| ---- | --------------------------------------- | ------------------------------------- | ------------------------------------------------------------------------------------ | ----------------------------------------------------------------------------------------------- | --- |
| 2007 |                                         | geen deelname                         |                                                                                      |                                                                                                 | 25e 50m vrije slag 12e 100m vrije slag 9e 200m vrije slag 4e 4x50m vrije slag                                        |
| 2008 | 19e 200m vrije slag · 4x200m vrije slag |                                       | 4e 200m vrije slag · 7e 4x100m vrije slag · 5e 4x200m vrije slag · 4x100m wisselslag | 4e 200m vrije slag · 4x200m vrije slag                                                          | 20e 100m vrije slag 5e 200m vrije slag 4e 4x50m vrije slag                                                           |
| 2009 |                                         | 4x100m vrije slag · 4x200m vrije slag |                                                                                      |                                                                                                 | 11e 200m vrije slag                                                                                                  |
| 2010 |                                         |                                       | 4x100m vrije slag · Soechoroekov zwom enkel de series · 4x200m vrije slag            | 17e 200m vrije slag · 4x100m vrije slag · Soechoroekov zwom enkel de series · 4x200m vrije slag | geen deelname |
| 2011 |                                         | 11e 4x200m vrije slag                 |                                                                                      |                                                                                                 | 24e 50m vrije slag · 21e 100m vrije slag · 6e 200m vrije slag · 4x50m vrije slag · Soechoroekov zwom enkel de series |
| 2012 | 10e 4x200m vrije slag                   |                                       | geen deelname                                                                        | geen deelname                                                                                   | geen deelname |

## Persoonlijke records
Bijgewerkt tot en met 19 april 2013
Kortebaan
| Afstand         | Tijd    | Datum            | Plaats          |
| --------------- | ------- | ---------------- | --------------- |
| 100m vrije slag | 46,70   | 19 december 2009 | Sint-Petersburg |
| 200m vrije slag | 1.42,06 | 20 december 2009 | Sint-Petersburg |

Langebaan
| Afstand         | Tijd    | Datum         | Plaats |
| --------------- | ------- | ------------- | ------ |
| 100m vrije slag | 48,80   | 19 april 2013 | Kazan  |
| 200m vrije slag | 1.46,63 | 27 april 2009 | Moskou |